# 이강율
이강율(1953년 9월 4일 ~ 2004년 4월 29일)은 대한민국의 작곡가이다.

## 삶
서울대학교에서 김용진을 사사했으며 서울대학교 교수로 재직하였다. 2004년 올해의 예술상을 받았다.

## 관련 논문
- 이재홍, 〈이강율의 클라리넷과 피아노를 위한 ≪쓸쓸한 저녁≫에 관한 고찰〉, 《사회과학 리뷰》 9-4, K교육연구학회, 2024